# Port lotniczy Kutaisi Zachód
Port lotniczy Kutaisi Zachód – mały port lotniczy położony w mieście Kutaisi w Gruzji. 